# Nuno Janeiro
Nuno Janeiro (Abrantes, 29 novembre 1977) è un modello e attore portoghese.

## Carriera
Nuno Janeiro inizia la propria carriera come modello, sfilando per importanti marche internazionali ed arrivando a calcare le passerelle della settimana della moda di Lisbona del 2005.
Il suo debutto come attore avviene nel 2006, quando viene scelto per interpretare il ruolo di Sam nel corso della quarta stagione della telenovela Morangos com Açúcar, a cui seguono diversi ruoli in altre trasmissioni televisive.

## Filmografia
- Morangos com Açúcar, TVI, 2006-2007
- Fascínios, TVI, 2007
- Flor do Mar, TVI, 2008
- Mar de Paixão, TVI, 2010

## Agenzie
- Central Models Portugal